# 동화컨소시엄
동화컨소시엄(donghua consociuom)은 대한민국에 중소기업이다. 최근 소형항공사설립을 위한 에어포항에 100% 투자하였다.